# Luka Garza
Luka Garza (* 27. Dezember 1998 in Washington, D.C.) ist ein US-amerikanisch-bosnischer Basketballspieler.

## Werdegang
Garza, Sohn einer bosnischen Mutter und eines US-amerikanischen Vater, war als Jugendlicher Mitglied der Basketballmannschaft der Maret School in Washington, D.C. 2017 wurde er im District of Columbia als bester Basketballspieler auf Schulebene ausgezeichnet und wechselte zur Saison 2017/18 an die University of Iowa. In der Saison 2019/20 und in der Saison 2020/21 wurde er von mehreren Medien als bester Spieler der NCAA ausgezeichnet. 2021 erhielt er auch den vom Atlanta Tipoff Club vergebenen und nach dem Basketball-Erfinder James Naismith benannten Preis als bester Hochschulbasketballspieler der Vereinigten Staaten verliehen. Garza setzte sich mit seinen innerhalb von vier Jahren erzielten 2306 Punkten auf den ersten Platz der Bestenliste der University of Iowa, seine 931 Rebounds bedeuteten den zweithöchsten Wert.
Trotz seiner erfolgreichen vier Jahre an der Hochschule wurde Garza beim Draftverfahren der NBA Ende Juli 2021 erst in der zweiten Auswahlrunde aufgerufen. Die Detroit Pistons sicherten sich seine Rechte. In seinem ersten Jahr als Berufsbasketballspieler bestritt Garza für Detroit 32 NBA-Spiele (5,8 Punkte, 3,1 Rebounds je Begegnung) und kam in der NBA G-League für die Mannschaft Motor City Cruise auf weitere Einsätze.
Im Oktober 2022 wurde er von den Minnesota Timberwolves verpflichtet. Im Sommer 2025 wechselte Garza innerhalb der NBA zu den Boston Celtics.

### Nationalmannschaft
Garza entschied sich, für die Nationalmannschaft Bosniens und Herzegowinas zu spielen. Im Frühling 2022 urteilte der Weltverband FIBA, Garza in der Auswahl als eingebürgerten Spieler zu erachten, da er nicht vor dem 16. Lebensjahr über die Staatsbürgerschaft des Landes verfügte. Die FIBA-Regeln lassen nur einen eingebürgerten Spieler je Nationalmannschaft zu.

### Familie
Sein Großvater James Halm spielte Basketball an der University of Hawai’i, sein anderer Großvater Refik Muftić war Fußballtorwart. Mutter Šejla spielte Basketball, Vater Frank gehörte Mitte der 1980er Jahre der Basketballmannschaft der University of Idaho an.
Sein Onkel Teoman Alibegović war Berufsbasketballer, auch dessen Söhne, Garzas Vetter Amar Alibegović, Mirza Alibegović und Denis Alibegović schlugen diese Laufbahn ein.

## Karriere-Statistiken

### NBA

#### Hauptrunde
| Jahr    | Team      | GP | GS | MPG  | FG%  | 3P%  | FT%  | RPG | APG | SPG | BPG | PPG |
| ------- | --------- | -- | -- | ---- | ---- | ---- | ---- | --- | --- | --- | --- | --- |
| 2021–22 | Detroit   | 32 | 5  | 12.2 | .449 | .327 | .623 | 3.1 | 0.6 | 0.3 | 0.2 | 5.8 |
| 2022–23 | Minnesota | 28 | 0  | 8.7  | .543 | .359 | .788 | 2.3 | 0.6 | 0.1 | 0.1 | 6.5 |
| 2023–24 | Minnesota | 25 | 0  | 4.9  | .480 | .281 | .720 | 1.2 | 0.2 | 0.2 | 0.0 | 4.0 |
| Gesamt  | Gesamt    | 85 | 5  | 8.9  | .488 | .325 | .703 | 2.3 | 0.5 | 0.2 | 0.1 | 5.5 |

#### Play-offs
| Jahr    | Team      | GP | GS | MPG | FG%  | 3P%  | FT%  | RPG | APG | SPG | BPG | PPG |
| ------- | --------- | -- | -- | --- | ---- | ---- | ---- | --- | --- | --- | --- | --- |
| 2023–24 | Minnesota | 7  | 0  | 3.7 | .833 | .667 | .875 | 0.9 | 0.1 | 0.0 | 0.0 | 4.1 |
| Gesamt  | Gesamt    | 7  | 0  | 3.7 | .833 | .667 | .875 | 0.9 | 0.1 | 0.0 | 0.0 | 4.1 |